# Ralingen
Ralingen är en kommun och ort i Landkreis Trier-Saarburg i förbundslandet Rheinland-Pfalz i Tyskland. Kommunen bildades 17 mars 1974 när kommuneran Edingen, Kersch, Olk och Wintersdorf  uppgick i Ralingen.
Kommunen ingår i kommunalförbundet Verbandsgemeinde Trier-Land tillsammans med ytterligare tio kommuner.